# Lignosulfonatos
Los lignosulfonatos son polímeros polielectrolíticos aniónicos solubles en agua. Son subproductos de la industria papelera, obtenidos en la producción de la pulpa de celulosa usando de partida la pasta o pulpa de sulfito.
La mayoría de la deslignificación en la fabricación de pasta de sulfito implica la división ácida de los enlaces éter, que conectan muchos de los constituyentes de la lignina. Los carbocationes electrófilos producidos durante la escisión de los enlaces éter reaccionan con los iones bisulfito (HSO3−) para dar sulfonatos. 
R-O-R'  + H+  → R+  +  R'OH
R+  +  HSO3− → R-SO3H
El sitio primario para la escisión del enlace éter es el carbono α (átomo de carbono unido al anillo aromático) de la cadena lateral de propilo (cadena lineal de tres carbonos). Las estructuras siguientes no especifican la estructura ya que la lignina y sus derivados son mezclas complejas: el propósito es dar una idea general de la estructura de los lignosulfonatos. Los grupos R1 y R2 pueden ser una amplia variedad de grupos encontrados en la estructura de la lignina. La sulfonación ocurre en las cadenas laterales, no en el anillo aromático como en el ácido p-toluenosulfónico.

Estructura general de los lignosulfonatos.

## Tipos de lignosulfonatos y propiedades
|         | Ácido lignosulfónico | Lignosulfonato de sodio | Lignosulfonato de calcio | Lignosulfonato de amonio |
| ------- | -------------------- | ----------------------- | ------------------------ | ------------------------ |
| Nº CAS  | 8062-15-5            | 8061-51-6               | 8061-52-7                | 8061-53-8                |
| PubChem | 24712                | 44135711                | 24711                    |                          |

Los lignosulfonatos tienen amplios rangos de masa molecular (son muy polidispersos), reportándose un intervalo de entre 1.000-140.000 Da. Los lignosulfonatos de madera blanda (coníferas) suelen tener una masa molar significativamente mayor que los lignosulfonatos de madera dura (árboles de hoja caduca), pero la masa molar (media y máxima) también depende del proceso de fabricación. Se disuelven fácilmente en agua en un amplio rango de valores de pH (1-14), pero son poco o nada solubles en la mayoría de los disolventes orgánicos. Cuanto mayor es la masa molar, más hidrófobas son las partículas individuales. En forma de polvo, los lignosulfonatos son de color marrón claro a oscuro.